# Deval Patrick
Deval Laurdine Patrick (født 31. juli 1956) er en amerikansk politiker for det demokratiske parti. Han var guvernør i delstaten Massachusetts fra 2007-15.